# Anatomija človeka
Anatomija človeka je veda znotraj anatomije, ki se ukvarja s preučevanjem morfologije človeškega telesa. 
Z vidika opazovanja telesnih struktur se anatomija človeka deli na splošno anatomijo, ki preučuje strukture do podrobnosti, ki jih lahko zaznamo s prostim očesom in mikroskopsko anatomijo, ki preučuje s pomočjo mikroskopov in ostalih elektronskih naprav. K mikroskopski anatomiji prištevamo tudi histologijo, ki preučuje tkiva in citologijo, ki preučuje celice.
Za opisovanje anatomskih struktur se po mednarodni konvenciji uporablja nomenklaturo, ki ima svoj izvor v grškem ali latinskem jeziku. Po tej konvenciji se opisuje človeško telo v anatomskem položaju, to je položaj, v katerem stoji telo pokonci, z obrazom in dlanmi obrnjenimi navzpred.
Anatomijo navadno delimo po sistemih, to je po skupina organov, ki imajo isto funkcijo. To je sistemska anatomija. Druga topografska anatomija preučuje telo tako, da ga razdeli na dele oziroma območja.

## Sistemska anatomija
- osteologija, obravnava okostje človeka
- artrologija, obravnava sklepe in zveze med kostmi
- miologijo, obravnava mišičje človeka
- angiologijo, obravnava obtočila
- nevrologija, obravnava živčni sistem in čutila
- endokriologija, obravnava žleze z notranjim izločanjem
- splanhnologija, obravnava drobovne organe:
  - respiratorni aparat - dihala
  - digestivni aparat - prebavila
  - uropoetski aparat - sečila
  - genitalni aparat - spolovila
- koža

## Topografska anatomija
- glava, (caput)
- vrat, (collum)
- trup, (truncus)
  - prsni koš (thorax)
  - trebuh (abdomen)
  - medenica (pelvis)
  - hrbet (dorsum)
- zgornji ud
  - nadlaket (brachium)
  - komolec (cubitus)
  - podlaket (antebrachium)
  - roka (manus)
- spodnji ud
  - stegno (femur)
  - koleno (genu)
  - golen (crus)
  - stopalo (pes)

## Orientacijske ravnine
Pri opisovanju anatomskih struktur si pomagamo z navideznimi orientacijskimi ravninami. Osnovne orientacijske ravnine so tri in leže druga na drugo pravokotno. Glede na človeško telo potekata vzdolžno čelna in sredinska (sagitalna) ravnina, pravokotno na njiju pa prečna ravnina.

### Sredinske ravnine
- Mediana (tudi sredinska) ravnina poteka navpično po sredini skozi hrbtenico in razdeli telo na desno in levo polovico. Glede na mediano ravnino uporabljamo pri opisovanju lege organov ali struktur izraze desni in levi oziroma dexter in sinister.
- Paramediane (tudi obsredinske) ravnine potekajo vzporedno z mediano ravnino in jih je nešteto. Glede na paramediane ravnine uporabljamo pri opisovanju izraze medialno (medialis) je tisto kar je bližje sredini, lateralno (lateralis) pa je tisto, kar leži bolj ob strani

### Čelna ravnina
Čelna (tudi frontalna) ravnina poteka vzporedno s čelom in pravokotno na mediano ravnino. Telo razdeli na sprednji in zadnji del. Glede na to ravnino uporabljamo izraze anterior (ventralis) kar leži spredaj, posterior (dorsalis), kar leži zadaj.

### Prečne ravnine
Prečne (tudi transverzalne) ravnine prerežejo telo počez, vodoravno in jih je nešteto. Telo razporedijo na zaporedne odseke. Glede na to ravnino uporabljamo izraze superior, zgornji oziroma v smeri proti glavi in inferior, spodnji oziroma v smeri proti repu.

### Druge ravnine
- Pri zgornjih in spodnjih udih uporabljamo še druge izraze, proksimalno kar leži bliže trupu in distalno kar je bolj oddaljeno od trupa.
- Na zgornjem udu razlikujemo radialno lego na strani koželjnice in ulnarno lego na strani podlahtnice.
- Na spodnjem udu poznamo tibialno lego na strani golenice in fibularno lego na strani mečnice.
- Na podlagi lege neke strukture glede na površino telesa se uporabljata izraza povrhnji - superficialis in globoki - profundus.
- Kar leži znotraj neke votline ali organa je interno (internus), zunaj pa eksterno (externus).